# Reutlingen Hauptbahnhof
Reutlingen Hauptbahnhof vasútállomás Németországban, Reutlingen városában.

## Vasútvonalak
Az állomást az alábbi vasútvonalak érintik:
- Neckar-Alb-Bahn
- Gönninger Bahn
- Reutlingen–Schelklingen-vasútvonal
- Lokalbahn Reutlingen–Eningen

## Kapcsolódó állomások
A vasútállomáshoz az alábbi állomások vannak a legközelebb:
- Reutlingen-Sondelfingen (Plochingen–Tübingen-vasútvonal)
- Reutlingen West (Plochingen–Tübingen-vasútvonal)